# Étienne Arnal
Étienne Arnal (Meulan, 1 de fevereiro de 1794 – Genebra, 10 de dezembro de 1872) foi um ator cômico francês.

## Biografia
Arnal nasceu em Meulan, Yvelines. Depois de servir no exército, e trabalhar em uma fábrica de botões, resolveu seguir a carreira de ator no teatro. Sua primeira aparição (1815) foi em uma tragédia, e por algum tempo não teve do público o reconhecimento de seu trabalho. Foi somente em 1827 que começou a ganhar fama ao interpretar papéis cômicos, especialmente nas peças de Félix-Auguste Duvert (1795-1876) e de Augustin Théodore de Lauzanne (1805-1877), cujas peças Cabinets particuliers (1832), Le Mari de la dame de châteurs (1837), Passe minuit, L'Homme blast (1843), La Clef dans le dos (1848), etc., tiveram partes escritas por ele. Atuou por cerca de vinte anos no vaudeville, e subiu ao palco de vários teatros parisienses, uma carreira de quase meio século.
O compositor Frederic Chopin escreve, em uma carta, que foi ao teatro em 1847 para ver Arnal: "[Ele] diz ao público que estava em um trem e ficou desesperado para fazer xixi, porém, só conseguiria ir ao banheiro quando o trem parasse em Orléans. Não havia uma única palavra vulgar no que ele disse, mas todos entenderam e deram grandes gargalhadas".
Arnal foi o autor de Épître à bouffe (1840), que está reproduzido em seu volume de poesias, Boutades en vers (1861).